# Évariste Lévi-Provençal
Évariste Lévi-Provençal (* 1894 in Algier; † 27. März 1956 in Paris) war ein französischer Mediävist, Orientalist, Arabist und Islamwissenschaftler.
Seine Familie, ursprünglich jüdisch, kam aus der Provence, und sie begannen den Namen Provençal gegen Ende des 15. Jahrhunderts zu benutzen. Sie nahmen den Namen Levi vermutlich nach einem Aufenthalt in Italien während des 16. Jahrhunderts an. Évariste Lévi-Provençals Vorfahren kamen um 1600 in Algerien an. Er wurde in Algier geboren. Von 1926 an hatte er eine Stelle an der Universität Algier inne, und später ab 1945 an der Sorbonne in Paris.
Lévi-Provençal war der Begründer der französischen Islamwissenschaft und der erste Direktor des Instituts für Islam-Studien (Institut d'études islamiques) in Algier. Er spezialisierte sich auf die Geschichte von Al-Andalus und der Muslime in Spanien. Er arbeitete an der Herausgabe und Übersetzung der arabischen Quellen zur spanischen Geschichte im Mittelalter, oft gemeinsam mit dem spanischen Arabisten Emilio García Gómez.

## Schriften (Auswahl)
- La Conquête et l'Émirat hispano-umaiyade (710–912) (1944), Band 1 von Histoire de l'Espagne musulmane
- Le califat umaiyade de Cordoue (912–1031), Paris : G.-P. Maisonneuve ; Leiden : E.-J. Brill, 1950. Band 2 von Histoire de l'Espagne musulmane
- Le Siècle du califat de Cordoue, Band 3 von Histoire de l'Espagne musulmane
- L'Espagne musulmane au Xe siècle. Institutions et vie sociale (Paris, Maisonneuve & Larose, 1932)

### Übersetzungen
- Séville musulmane au début du XIIe siècle. Le traité d'Ibn ʿAbdun sur la vie urbaine et les corps de métiers, übersetzt und mit einer einleitung und Anmerkungen versehen von Évariste Lévi-Provençal, Maisonneuve, Paris 1947; Faksimile-Nachdruck bei Maisoneueve et Larose, Paris 2001, ISBN 2-7068-1494-2